# Abutilon bastardioides
Abutilon bastardioides là một loài thực vật có hoa trong họ Cẩm quỳ. Loài này được Baker f. ex Rose mô tả khoa học đầu tiên năm 1895.